# Michał Antoni Kopeć
Michał Antoni Kopeć herbu Kroje (zm. na przełomie maja i czerwca 1727) – pisarz wielki litewski w 1726 roku, skarbny litewski w latach 1720–1726, podczaszy oszmiański w 1711 roku, oboźny piński w 1703 roku, instygator litewski w latach 1708–1709, patron w Trybunale Głównym wielkiego Księstwa Litewskiego, starosta oszmiański w 1727 roku.
Był posłem powiatu oszmiańskiego na sejm 1720 roku, 1722 roku i 1724 roku.
Żonaty z Anną z Naramowskich, z którą miał dzieci:
- Annę za chorążym oszmiańskim Hilarym Chomińskim (bratem pisarza WKL Ludwika Jakuba Chomińskiego)
- Konstancję za pisarzem skarbowym litewskim Franciszkiem Zyndramem-Kościałkowskim
- Teresę Kolumbinę za podkomorzym wileńskim Michałem Antonim Horainem
- Mariannę Ambrozję za kasztelanem Stanisławem Antonim Burzyńskim
- Barbarę za wojewodą brzeskolitewskim Mikołajem Tadeuszem Łopacińskim[3].